# Сиви соко
Сиви соко (лат. Falco peregrinus) је врста сокола са широким, скоро космополитским, распрострањењем. Обухвата 17-19 подврста. Сиви соко је најбржа врста међу птицама, и осталим организмима, на Земљи.

## Средње карактеристике
- мужјака
  - дужина тела: 41 cm
  - распон крила: 95 cm
  - маса: око 550
- женке
  - дужина тела: 49 cm
  - распон крила: 114 cm
  - маса: око 1200 g.

Сиви соко се храни птицама, најчешће голубовима, паткама, врапцима и сл. У обрушавању развија брзину до 380 km/h. Свој плен лови искључиво у ваздуху. Мужјак сивог сокола, као и код већине птица грабљивица је за једну трећину мањи од женке. Препознатљиву сиву боју стиче после годину дана од излегања. Пре тога младунци су тамнобраон боје.
Гнезди се на неприступачним планинским врховима. Као и остали соколи никада не прави гнезда већ користи напуштена гнезда других птица (нпр. гаврана).

## Подврсте
Описане су бројне подврсте сивог сокола (Falco peregrinus), њих 19 признаје Handbook of the Birds of the World (1994). Према овом извору пустињски соко, који насељава Канарска острва, приобаље северне Африке и делове југозападне и средње Азије, није признат као посебна врста пустињски соко (Falco pelegrinoides), већ је подељен на две подврсте сивог сокола (pelegrinoides и babylonicus).
На следећој мапи приказана је распрострањеност ових 19 подврста:

## Јаја
Крајем марта или почетком априла женка обично полаже од 3 до 4 јаја. Јаја су издужена са много пега. Средња величина јаја износи 52x40 mm.

## Развиће
Инкубација јаја траје претежно 30 дана. На јајима седе оба родитеља. Млади остају у гнезду између 35 и 40 дана. Када изађу из гнезда родитељи се о њима брину још око 60 дана. Само 1/3 младих успева да преживи прву зиму.

## Заштита
Сиви соко је због употребе пестицида израђених на бази органохлорида нарочито ДДТ-а имао статус угрожене врсте у великом делу свог ареала током 1950-их, 60-их и 70-их. У последње време успешно се спроводи акција вештачког узгајања сивог сокола и враћање у одговарајућа станишта.